# Міне
Міне (яп. 美祢市, みねし, міне сі ) — місто в Японії, у центрально-західній частині префектури Ямаґуті. 

## Загальний опис
Засноване 31 березня 1954 року шляхом злиття таких населених пунктів:
- містечка Іса повіту Міне (美祢郡伊佐町);
- містечка Ооміне (大嶺町);
- села Хіґасі-Ацу (東厚保村);
- села Нісі-Ацу (西厚保村);
- села Офуку (於福村)
- містечка Тойотамае повіту Тойоура (豊浦郡豊田前町).

Місто відоме знахідками викопних решток тварин і рослин. Міне також славиться видобутком японського білосніжного мармуру.

## Туризм

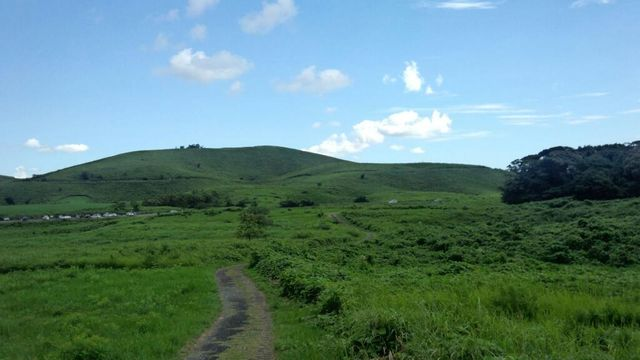
Плато Акійоші

- Плато Акійоші